# Petites Sœurs de saint François d'Assise
Ne doit pas être confondu avec Sœurs de Saint François d'Assise ou Sœurs de saint François d'Assise de Lyon.
Les Petites Sœurs de saint François d'Assise forment une congrégation religieuse féminine enseignante et hospitalière de droit pontifical.

## Historique
En 1869, Louise Renaud (1819-1889) en religion Mère Joséphine et trois compagnes, toutes membres du Tiers-Ordre franciscain se mettent en communauté sur l'avis et les conseils du Père Louis, religieux capucin, pour se consacrer aux soins des malades à domicile.
Le 8 décembre 1873, Charles-Émile Freppel, évêque d'Angers, approuve l'institut et treize sœurs font leur profession religieuse. Par décret épiscopal du 8 mai 1874, les communautés du tiers-ordre de saint François de Cholet et Saumur fondées quelques années auparavant par le père Hortode, curé de Cholet, sont réunies aux Petites Sœurs de saint François d'Assise.
Elles adoptent les statuts déjà approuvés des Sœurs du Bon Secours pour obtenir la reconnaissance civile comme institut hospitalier, que les autorités leur accordent en 1875. Elles servent comme infirmières dans les hôpitaux militaires pendant la Première Guerre mondiale. 
L'institut est agrégé à l'ordre des Frères mineurs capucins le 25 avril 1934 et reçoit du pape le décret de louange le 28 février 1944, ses constitutions sont définitivement approuvées le 15 janvier 1955.

## Fusion
Quatre congrégations ont fusionné avec les Petites Sœurs de saint François d’Assise:
- 1947 : Franciscaines du Sacré-Cœur de Saint-Quentin fondées à Parpeville le 8 septembre 1867 par Mère Saint Augustin Jumaux et le père Virgile Adam. Les religieuses se dédiaient aux œuvres paroissiales, aux écoles, aux orphelins, et à la visite et soins des malades. Les constitutions sont approuvées le 18 février 1876 par Jean Dours, évêque de Soissons[3].

- 1951 : Sœurs de Saint-François de Douai dites religieuses de Sainte-Marie de Douai fondées par Monsieur Laforest de Lawarche pour s'occuper d'un hôpital et visiter les malades à domicile[3].

- 1964 : Pénitentes récolettines de Merville.

- 1968 : Petites Sœurs franciscaines de Notre-Dame de Lenne fondées en 1931 par Euphrasie Delhon (1887-1971) en religion Mère Marie-Madeleine de la Croix.

## Activités et diffusion
Les sœurs se dédient aux soins des malades, à l'enseignement par des cours d'alphabétisation et des écoles, aux visites des prisonniers.
Elles sont présentes en France et République centrafricaine.
La maison-mère est à Angers.
En 2017, la congrégation comptait 115 sœurs dans 20 maisons.